# Buceș-Vulcan, Hunedoara
Buceș-Vulcan este un sat în comuna Buceș din județul Hunedoara, Transilvania, România.

## Obiective turistice
- Rezervația naturală „Muntele Vulcan” (5 ha).

## Lăcașuri de cult
În satul Buceș-Vulcan se găsește o biserică de zid impunătoare, construită în anii 1938-1939, în timpul păstoririi preotului Ioan Birău. Este un edificiu de plan dreptunghiular, cu absida pentagonală, decroșată, prevăzut în dreptul naosului, cu doi umeri laterali aplatizați, de formă poligonală. Intrarea apuseană (alta se găsește pe latura sudică a navei) este încadrată de două turnuri-clopotniță masive, cu terminații poligonale, acoperite cu tablă; în rest s-a utilizat țigla. Lăcașul, renovat în 1968, beneficiază în interior de un bogat decor iconografic, executat în anii 1972-1973. De la o înaintașă a sa, din lemn, ridicată în 1793 (este menționată doar în tabelele conscripției din 1805), a preluat atât hramul („Sfântul Mare Mucenic Gheorghe”), cât și frumoasa icoană a „Maicii Domnului cu Pruncul”, executată de zugravul zărăndean Gheorghe Tobias.